# Juan Antonio Santaella Rando
Juan Antonio Santaella (Ceuta, 3 de juny de 1974) és un exfutbolista espanyol, que ocupà la posició de migcampista.

## Trajectòria
Format al planter del Sevilla FC, Santaella arriba a l'equip B el 1995, després de passar pel Visor i per l'Utrera. Eixa mateixa 95/96 també debuta amb el primer equip a la màxima categoria, tot disputant 8 partits.
A l'any següent juga en Segona amb el RCD Mallorca, i la temporada 97/98 amb el CD Toledo. En tots dos seria suplent i no disposaria de massa oportunitats tot i marcar 5 gols.
A partir del 1998, la carrera de Santaella s'ha decantat per un bon nombre d'equips de Segona B i Tercera Divisió, com el Granada CF, el CD Logroñés o la Universidad de Las Palmas CF.

### Clubs
- 92/93 Sevilla juvenil
- 93/94 Visor
- 94/95 Utrera
- 95/96 Sevilla B
- 95/96 Sevilla
- 96/97 Mallorca
- 97/98 Toledo
- 97/98 Granada CF
- 98/99 Sevilla B
- 99/00 Granada CF
- 99/00 Valencia B
- 00/01 Motril CF
- 01/02 CD Logroñes
- 01/03 Lanzarote
- 03/04 Universidad Las Palmas
- 04/05 Atlético Arteixo
- 05/06 Arcos
- 06/08 Calasparra